# Eucalyptus

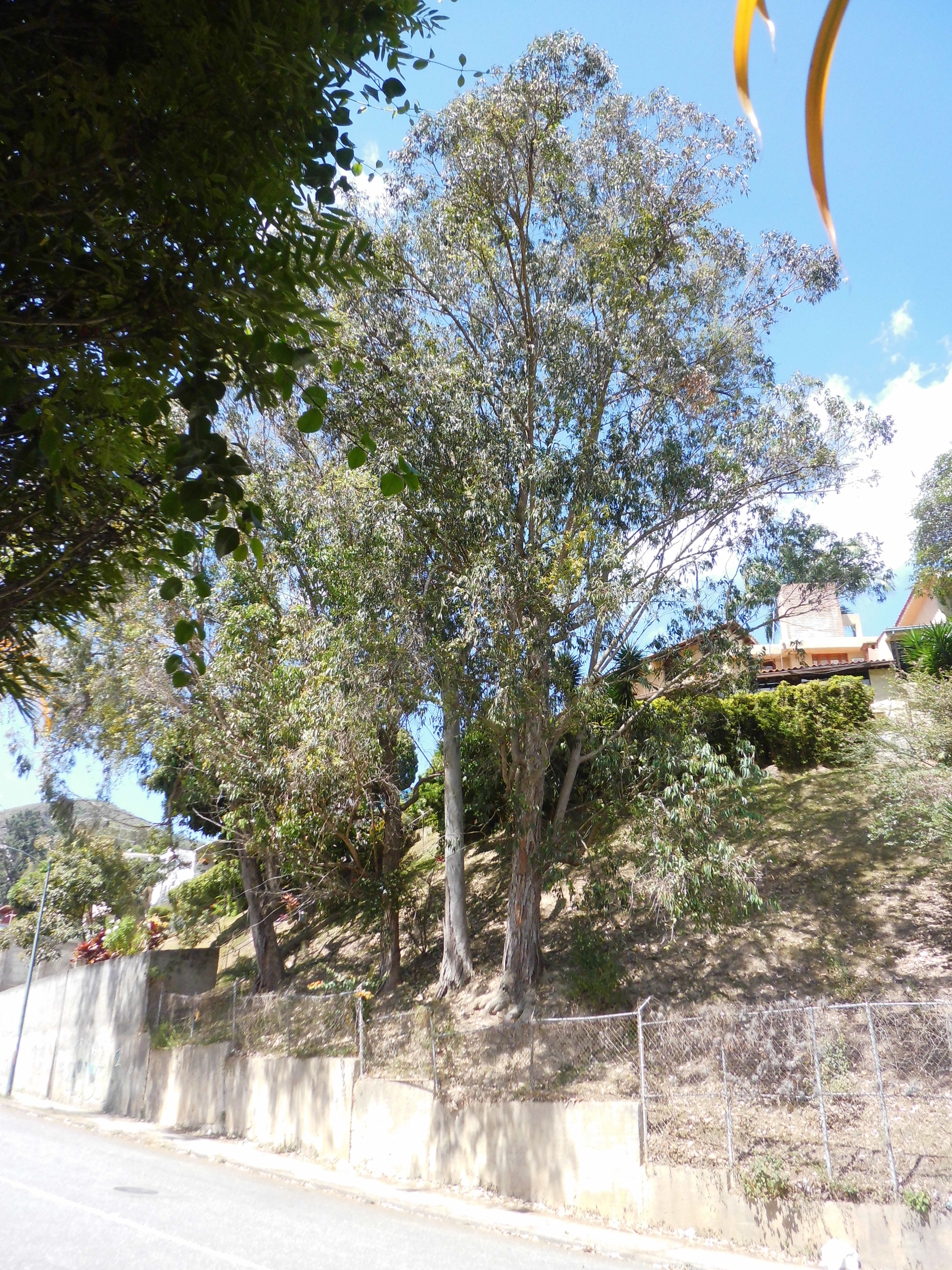
Eucalyptus camaldulensis o eucalipto rojo

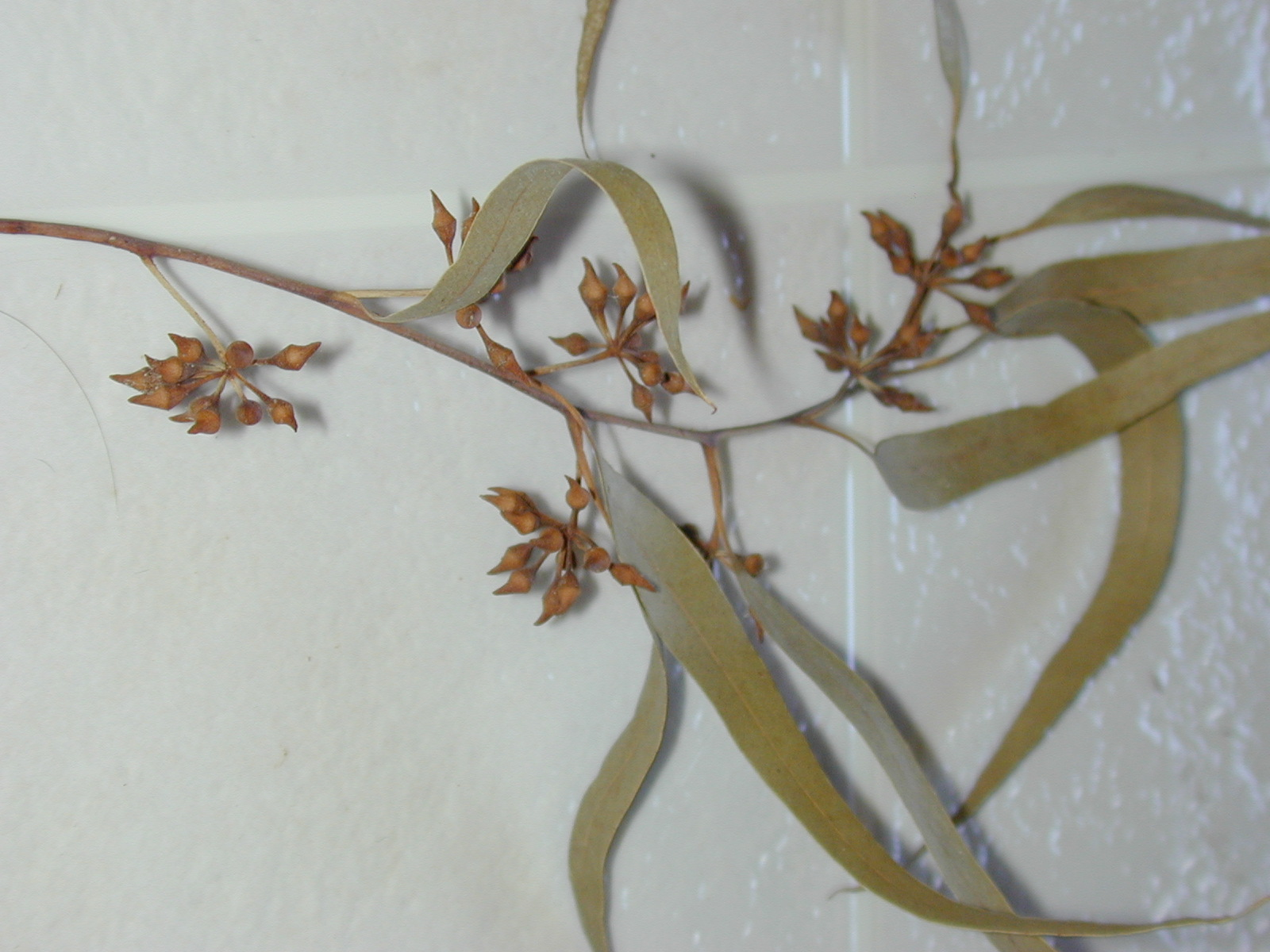
Eucalipto rojo; detalle de hojas y opérculos

Los eucaliptos o eucaliptas, Eucalyptus L'Hér. (del griego: ευκάλυπτος, eukályptos, que significa ‘bien cubierto’, refiriéndose a la semilla en su cápsula), es un género de árboles (y algunos arbustos) de la familia de las mirtáceas. Existen alrededor de setecientas especies, la mayoría oriundas de Australia y Nueva Guinea. En la actualidad, se encuentran distribuidos por gran parte del mundo. Es considerada una Especie  exótica en Colombia, México, Chile, Argentina, Estados Unidos, Nicaragua, Sudáfrica y algunos países de Europa.
Su principal utilización es en monocultivos forestales para la producción de pulpa de celulosa para la industria papelera. En menor medida, se utiliza como combustible, en la industria maderera o para la obtención de productos químicos, se usan para té medicinales, además de su valor ornamental.

## Taxonomía
El género fue descrito por Charles Louis L'Héritier de Brutelle y publicado en Sertum Anglicum, p. 11, pl. 20, 1789. La especie tipo es Eucalyptus obliqua L'Hér., 1789. 
El nombre eucalyptus es un vocablo griego compuesto por εύ, bien, justo y χαλύπτω, cubrir, tapar, por el opérculo, íntimamente ajustado al hipanto, que se desprende en la antesis.

## Características

### Talla y porte
Los eucaliptos son árboles y plantas medicinales perennes pirófitas, de porte recto. Pueden llegar a medir más de 60 m de altura, si bien se habla de ejemplares ya desaparecidos que han alcanzado los 150 m. En algunos ejemplares la corteza exterior (ritidoma) es marrón clara con aspecto de piel y se desprende a tiras dejando manchas grises o parduscas sobre la corteza interior, más lisa.

### Hojas
Las hojas jóvenes de los eucaliptos son sésiles, ovaladas, grisáceas y de forma falciforme. Estas se alargan y se tornan de un color verde azulado brillante, de adultas; contienen un aceite esencial, de característico olor balsámico, que es un poderoso desinfectante natural que ayuda a los pies , a la cabeza y al intestino con sus propiedades.

### Tolerancia al frío
La mayoría de los Eucaliptos no toleran las heladas, o toleran ligeras heladas de hasta −3 °C a −5 °C; los más resistentes al frío son los llamados «eucaliptos de nieve», tales como Eucalyptus pauciflora, el cual es capaz de resistir frío y heladas de hasta −20 °C. Dos subespecies, E. pauciflora subsp. niphophila y E. pauciflora subsp. debeuzevillei, en particular, son más resistentes al frío y pueden tolerar inviernos completamente severos. Algunas otras especies, especialmente de las altas mesetas y de las montañas del centro de Tasmania, tales como Eucalyptus coccifera, Eucalyptus subcrenulata, y Eucalyptus gunnii, han producido formas extremadamente resistentes al frío y se procuran semillas de esos linajes genéticos que se plantan para ornamento en áreas más frías del mundo.

## Usos
La expedición de Cook a Australia en 1770 introdujo los eucaliptos al resto del mundo. Las primeras especies fueron recolectadas por Sir Joseph Banks, botánico de la expedición, que posteriormente las introdujo en lugares como California, el sur de Europa, África, Oriente Medio, el sur de Asia y América del Sur. Los primeros usos del eucaliptos fueron como cortavientos, ya que su madera es dura y difícil de aserrar.
El eucalipto es un árbol de crecimiento rápido, cuya raíz puede cortarse y volver a crecer. El principal beneficio de estos árboles es su madera, que se utiliza para la carpintería, para leña y para pulpa. Además, su madera presenta una gran resistencia a la descomposición por su alto contenido de aceite, por lo que se utiliza en postes de cercas. La celulosa puede extraerse para la producción de papel y biocombustibles. 

### Pulpa de celulosa
El eucalipto es la fuente de fibra corta más común para la fabricación de pulpa de celulosa, utilizada en diversos productos de la industria papelera. Desde la década de los '70 que alrededor del 80% de los cultivos forestales de eucaliptos se destinan a este fin.
Los tipos más utilizados en la fabricación de papel son el Eucalyptus globulus (en zonas templadas) y el híbrido Eucalyptus urophylla x Eucalyptus grandis (en los trópicos).
Según el tipo de pasta, se utilizan para la fabricación de cajas y cartones de embalaje, papel de periódico, etiquetas de productos, entre otros usos. La longitud de la fibra de Eucalyptus es relativamente corta y uniforme con poca aspereza en comparación con otras maderas duras comúnmente utilizadas como madera para pulpa. Las fibras son delgadas, pero de paredes relativamente gruesas. Esto proporciona una formación de papel uniforme y una alta opacidad que son importantes para todo tipo de papeles finos. La baja aspereza es importante para papeles estucados de alta calidad. El eucalipto es adecuado para muchos papeles tisú ya que las fibras cortas y delgadas dan una gran cantidad de fibras por gramo y la baja aspereza contribuye a la suavidad.
Las primeras investigaciones sobre el uso del eucalipto en la fabricación de papel comenzaron alrededor de la década de 1950. En 1970, el eucalipto fue adoptado rápidamente como la principal materia prima para la pulpa de celulosa.

### Usos terapéuticos
El aceite esencial de las hojas de eucalipto es usado como descongestionante nasal y para combatir infecciones respiratorias. Se utiliza en forma de ungüento, en pastillas, caramelos inhalantes, infusiones, jarabes o en vaporizaciones. El aceite se usa de forma tópica como tratamiento para dolores musculares y de articulaciones, así como para tratar el herpes labial. También sirve como repelente natural de mosquitos.

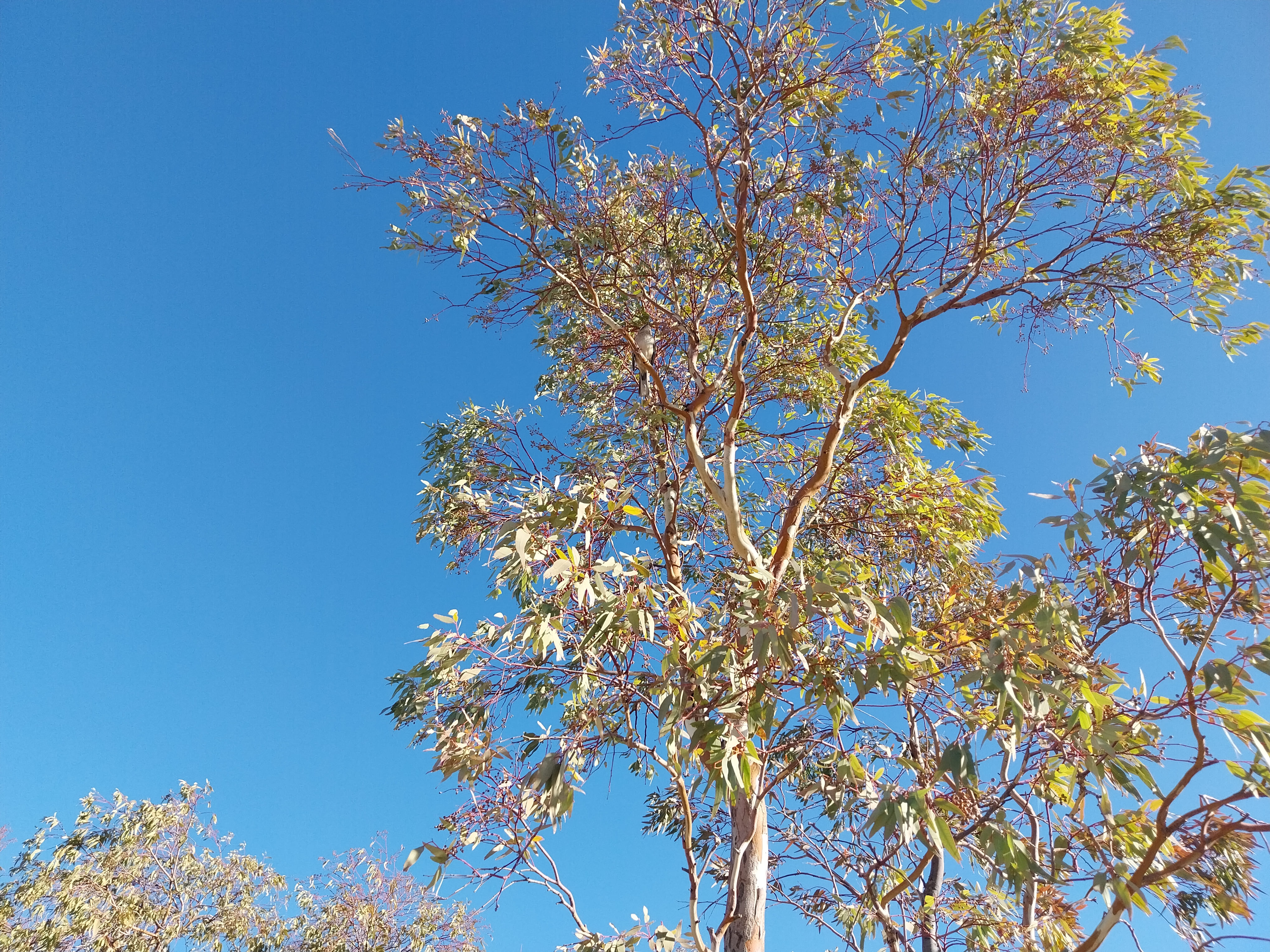
Eucalipto

## Distribución
Hay más de 700 especies de eucalipto y la mayoría son nativas de Australia; un número muy pequeño se encuentra en zonas adyacentes de Nueva Guinea e Indonesia. Una de las especies, el Eucalyptus deglupta, se extiende hasta las Filipinas. De las 15 especies que se distribuyen fuera de Australia, sólo nueve son exclusivamente de origen no australiano. Las especies de eucalipto se cultivan ampliamente en el mundo tropical y templado, incluyendo América, Europa, África, la cuenca mediterránea, Oriente Medio, China y el subcontinente indio. Sin embargo, el rango en el que se pueden plantar muchos eucaliptos en la zona templada está restringido por su limitada tolerancia al frío.
En Argentina, las primeras semillas de Eucalyptus globulus fueron traídas de Australia en 1857 por iniciativa de Domingo Faustino Sarmiento, y plantadas en la estancia "San Juan", en Chascomús, propiedad de Leonardo Pereyra.

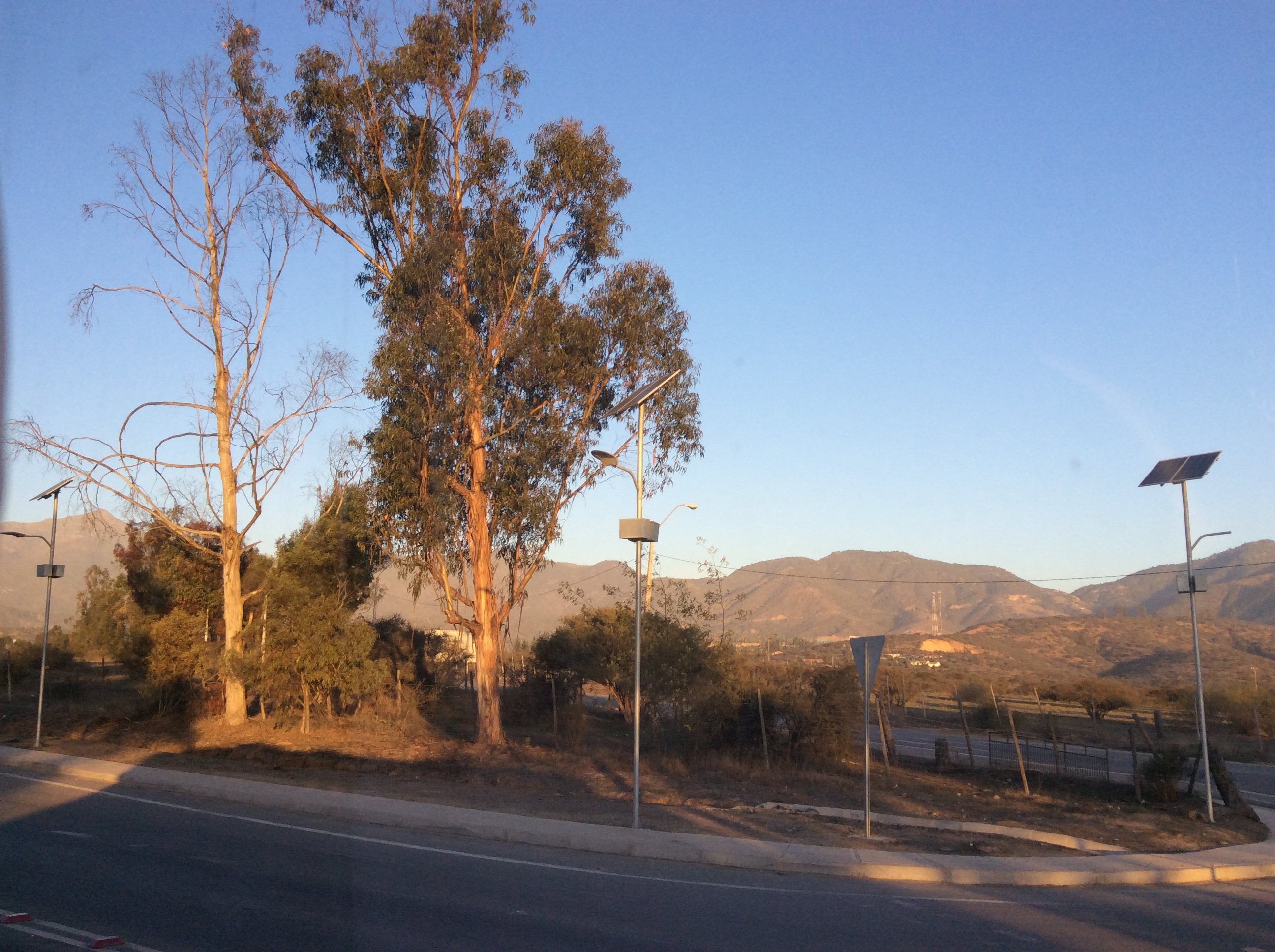
Árbol de eucalipto en zona central de Chile

## Impactos ambientales
Las plantaciones forestales de eucaliptos generan impactos ambientales, económicos y sociales. El eucaliptus produce acidificación del suelo y disminuye el contenido de arcilla. Un estudio llevado a cabo en el noreste de Uruguay descubrió que, comparado con el ecosistema de pradera, había pérdida de materia orgánica en el suelo y una tendencia a la podsolización. Las plantaciones intensivas son además una amenaza para muchos anfibios y reptiles, en la medida que suponen la alteración o pérdida de la vegetación autóctona y modificaciones importantes en la dinámica de los ecosistemas originales.
En Brasil, los monocultivos de eucalipto generan conflictos ambientales entre las compañías de producción de papel y las comunidades indígenas y quilombolas de los estados de Espírito Santo y Bahía.

## Especies
- Eucalyptus abdita Brooker & Hopper
- Eucalyptus absita Grayling & Brooker
- Eucalyptus acaciiformis H.Deane y Maiden
- Eucalyptus accedens Fitzg.
- Eucalyptus acies Brooker
- Eucalyptus alba Reinw. ex Blume
- Eucalyptus albens Benth.
- Eucalyptus amygdalina Labill.
- Eucalyptus angustissima F.Muell. (eucalipto de hojas estrechas)
- Eucalyptus argutifolia Grayling & Brooker (eucalipto de hojas brillantes)
- Eucalyptus baueriana Schauer (boj de hojas redondas)
- Eucalyptus baxteri (Benth.) Maiden & Blakely (corteza fibrosa parda)
- Eucalyptus botryoides Sm.
- Eucalyptus bridgesiana R.T.Baker
- Eucalyptus caesia Benth
- Eucalyptus caliginosa - (corteza fibrosa de hojas anchas)
- Eucalyptus calophylla R.Br.
- Eucalyptus camaldulensis Dehnh. (eucalipto rojo)
- Eucalyptus canalouensis Dehnh
- Eucalyptus capitellata Sm. (corteza fibrosa parda)
- Eucalyptus chapmaniana  F.Muell. (eucalipto bogong)
- Eucalyptus cinerea F.Muell. ex Benth.
- Eucalyptus cladocalyx F.Muell.
- Eucalyptus cneorifolia DC. (mallee de hojas angostas de la isla Canguro)
- Eucalyptus cornuta Labill.
- Eucalyptus conferruminata D.J.Carr & S.G.M.Carr (marlock de la isla Bald)
- Eucalyptus crebra F.Muell.
- Eucalyptus crenulata  Blakely & Beuzev. (eucalipto buxton)
- Eucalyptus curtisii Blakely & C.T.White
- Eucalyptus cypellocarpa R.T.Baker
- Eucalyptus dalrympleana Maiden (eucalipto blanco de montaña)
- Eucalyptus deanei Maiden
- Eucalyptus deglupta Blume (eucalipto arco-iris)
- Eucalyptus delegatensis R.T.Baker (fresno alpino)
- Eucalyptus diversicolor F.Muell.- (karri)
- Eucalyptus dives Schauer (menta piperita de hojas anchas)
- Eucalyptus dumosa A.Cunn.
- Eucalyptus elata  - (menta piperita de río, eucalipto blanco de río)
- Eucalyptus eremophila Maiden
- Eucalyptus fastigata H.Deane & Maiden (barril pardo)
- Eucalyptus fibrosa F.Muell. (corteza de hierro roja)
- Eucalyptus ficifolia F.Muell.
- Eucalyptus forrestiana Diels - eucalipto fucsia
- Eucalyptus fruticetorum F.Muell.
- Eucalyptus globoidea  Blakely (corteza fibrosa blanca)
- Eucalyptus globulus Labill. Eucalipto común, eucalipto azul
- Eucalyptus gomphocephala DC.
- Eucalyptus goniocalyx F.Muell. ex Miq.
- Eucalyptus grandis W.Hill ex Maiden
- Eucalyptus gregsoniana L.A.S.Johnson & Blaxell
- Eucalyptus gummifera (Sol. ex Gaertn.) Hochr.
- Eucalyptus gunnii Hook.f. (eucalipto sidra)
- Eucalyptus halophila D.J.Carr & S.G.M.Carr
- Eucalyptus jacksonii Maiden
- Eucalyptus kochii Maiden & Blakely
- Eucalyptus laeliae Podger & Chippend. (eucalipto fantasma de los montes Darling)
- Eucalyptus lansdowneana (boj mallee de flores rojas)
- Eucalyptus largiflorens F.Muell. (boj negro)
- Eucalyptus leucoxylon F.Muell.
- Eucalyptus macrocarpa Hook.
- Eucalyptus maculata Hook.
- Eucalyptus maidenii F.Muell
- Eucalyptus mannifera (Mudie) A.Cunn. ex Benth.
- Eucalyptus marginata Donn ex Sm.
- Eucalyptus megacarpa F.Muell. - (bullich)
- Eucalyptus melanophloia F.Muell. (corteza de hierro de hojas plateadas)
- Eucalyptus melliodora
- Eucalyptus michaeliana Blakely (eucalipto manchado de Hillgrove)
- Eucalyptus microcarpa Maiden (boj gris)
- Eucalyptus microcorys F.Muell.
- Eucalyptus microtheca
- Eucalyptus × mortoniana Kinney (pro sp.)
- Eucalyptus mundijongensis Maiden
- Eucalyptus muelleriana A.W.Howitt (corteza fibrosa amarilla)
- Eucalyptus nicholii
- Eucalyptus niphophila
- Eucalyptus nitens H.Deane & Maiden
- Eucalyptus nova-anglica L'Hér.
- Eucalyptus obliqua L'Hér. (roble australiano)
- Eucalyptus oleosa Miq.
- Eucalyptus olida L.A.S.Johnson & K.D.Hill (eucalipto fresa)
- Eucalyptus olsenii L.A.S.Johnson & Blaxell (eucalipto woila)
- Eucalyptus ovata Labill. (eucalipto de pantano)
- Eucalyptus paniculata Sm.
- Eucalyptus patens Benth. - (yarri)
- Eucalyptus pauciflora Sieber ex Spreng.
- Eucalyptus perriniana F.Muell. ex Rodway
- Eucalyptus pilularis Sm.
- Eucalyptus piperita (Sm.) Hort. ex DC. (menta piperita de Sídney)
- Eucalyptus platypus Hook.
- Eucalyptus polyanthemos Schauer
- Eucalyptus polybractea R.T.Baker
- Eucalyptus populnea F.Muell. (boj álamo)
- Eucalyptus pulverulenta Sims
- Eucalyptus punctata DC. (eucalipto gris)
- Eucalyptus radiata Sieber
- Eucalyptus raveretiana F.Muell.
- Eucalyptus regnans F.Muell.
- Eucalyptus resinifera Sm. - kino austral[27]
- Eucalyptus rigens Brooker & Hopper
- Eucalyptus robusta Sm.
- Eucalyptus rubida H.Deane & Maiden
- Eucalyptus rudis Sm.
- Eucalyptus salubris F.Muell.
- Eucalyptus saligna Sm.
- Eucalyptus sargentii Maiden
- Eucalyptus scoparia Maiden
- Eucalyptus sideroxylon A.Cunn.
- Eucalyptus smithii R.T.Baker
- Eucalyptus staigeriana F.Muell. ex Bailey (corteza de hierro de limón)
- Eucalyptus tereticornis Sm.
- Eucalyptus tetragona (R.Br.) F.Muell.
- Eucalyptus todtiana F.Muell. - (blackbutt)
- Eucalyptus torquata Luehm.
- Eucalyptus translucens A.Cunn. ex Maiden
- Eucalyptus tricarpa (L.A.S.Johnson) L.A.S.Johnson & K.D.Hill (corteza de hierro roja)
- Eucalyptus triflora
- Eucalyptus trivalvis
- Eucalyptus tumida
- Eucalyptus ultima
- Eucalyptus umbra
- Eucalyptus umbrawarrensis
- Eucalyptus uncinata
- Eucalyptus urna
- Eucalyptus urnigera
- Eucalyptus urnularis
- Eucalyptus utilis
- Eucalyptus uvida
- Eucalyptus valens
- Eucalyptus varia
- Eucalyptus vegrandis
- Eucalyptus vernicosa
- Eucalyptus verrucata
- Eucalyptus vesiculosa
- Eucalyptus vicina
- Eucalyptus victoriana
- Eucalyptus victrix
- Eucalyptus viminalis Labill.
- Eucalyptus virens
- Eucalyptus virginea
- Eucalyptus viridis
- Eucalyptus viminalis Labill.
- Eucalyptus vokesensis
- Eucalyptus volcanica
- Eucalyptus walshii
- Eucalyptus wandoo
- Eucalyptus websteriana
- Eucalyptus whitei
- Eucalyptus wilcoxii
- Eucalyptus williamsiana
- Eucalyptus willisiiT
- Eucalyptus woodwardii
- Eucalyptus wubinensis
- Eucalyptus wyolensis
- Eucalyptus × bennettiae
- Eucalyptus × missilis
- Eucalyptus × stoataptera
- Eucalyptus xanthoclada
- Eucalyptus xanthonema
- Eucalyptus xerothermica
- Eucalyptus yalatensis
- Eucalyptus yarraensis
- Eucalyptus yilgarnensis
- Eucalyptus youmanii
- Eucalyptus youngiana
- Eucalyptus yumbarrana
- Eucalyptus zopherophloia